# Gunghäst

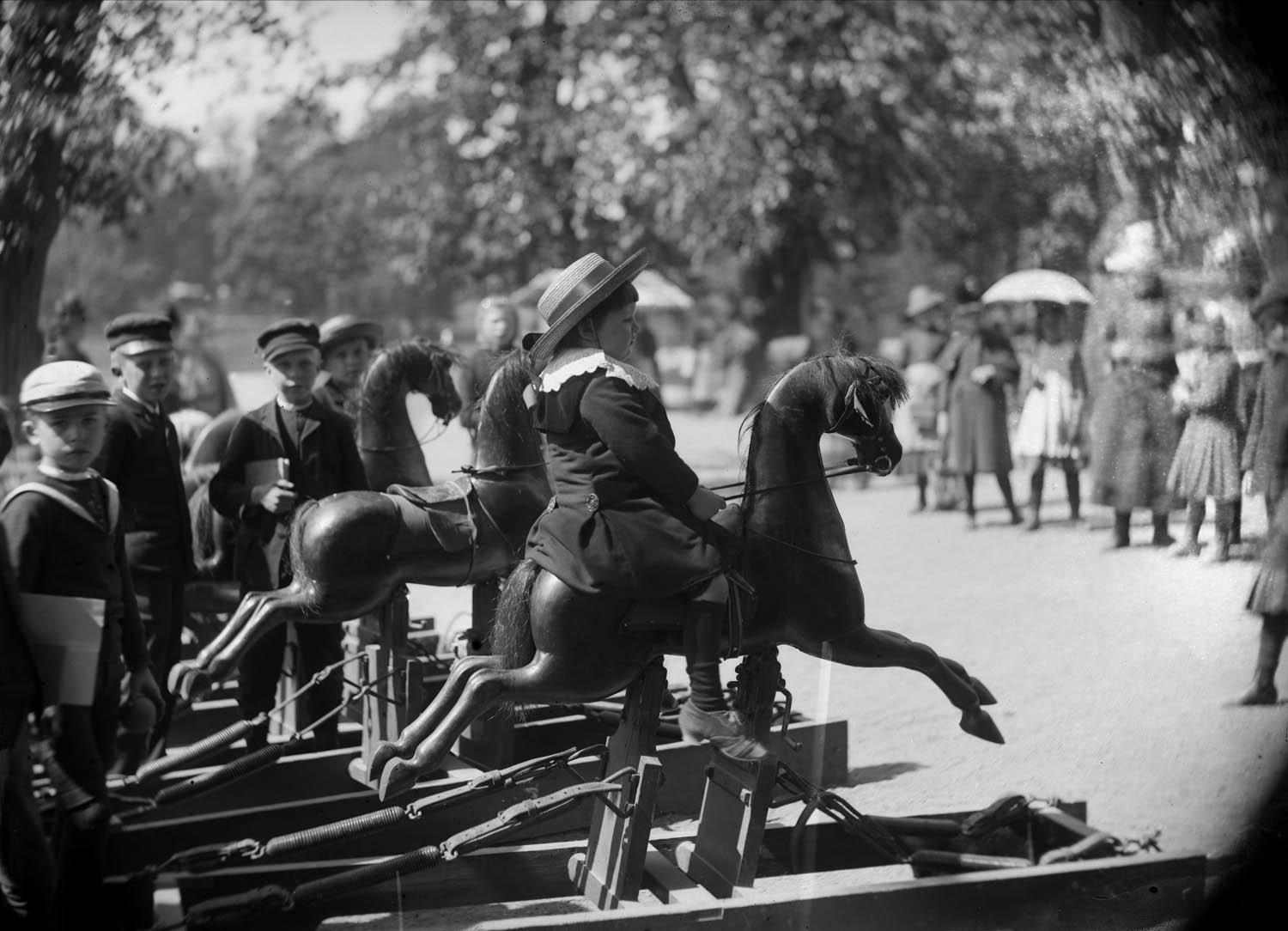
En pojke rider på en mekanisk gunghäst, 1880-tal.

Gunghäst är en leksakshäst med medar, gjord att gunga på. Gunghästar tillverkas ofta av trä.
En modernare variant av gungleksak brukar finnas utomhus på lekplatser, och står på en grov spiralfjäder. Under 1900-talet utvecklades en form av gunghästar, bilar och andra fordon, som rörde sig om man stoppade i mynt. Sådana blev vanliga i köpcentrum.
Ordet "gunghäst" finns i svenskan sedan 1845.

## I populärkultur
Julsången Raska fötter innehåller textraden gungehäst får lillebror.